# Cryptomya sinensis
Cryptomya sinensis is een tweekleppigensoort uit de familie van de Myidae. De wetenschappelijke naam van de soort is voor het eerst geldig gepubliceerd in 1987 door Xu.